# Acanthoctenus spiniger
Acanthoctenus spiniger är en spindelart som beskrevs av Eugen von Keyserling 1877. Acanthoctenus spiniger ingår i släktet Acanthoctenus och familjen Ctenidae. Inga underarter finns listade i Catalogue of Life.